# Marzia Casolati
Marzia Casolati (Torino, 16 luglio 1970) è una politica italiana.

## Biografia
Vive a Torino, dopo il diploma di istituto magistrale ha lavorato nel negozio di oreficeria di proprietà della famiglia.

## Attività politica
Aderisce nel 1992 alla Lega Nord. Eletta consigliera nella Circoscrizione 8 di Torino nel 1993, rimane in carica fino al 2001. 
Alle elezioni politiche del 1996 è candidata dalla Lega nel collegio uninominale di Torino 3, ottenendo l'11,41% e venendo superata dalla candidata dell'Ulivo Maria Chiara Acciarini (49,21%) e da quello del Polo per le Libertà Silvana Fantini (37,81%), non è quindi eletta. 
Alle elezioni regionali in Piemonte del 2000 è candidata nella lista di Autonomisti per l'Europa per la provincia di Torino nella coalizione Polo Federalista guidata da Francesca Calvo, ma non è eletta. 
Nel 2016 è candidata presidente della Circoscrizione 1 di Torino per la Lega Nord, ma ottiene il 5,28% e non accede al ballottaggio, è comunque eletta consigliere circoscrizionale.

### Elezione a senatore
Alle elezioni politiche del 2018 viene eletta al Senato della Repubblica nel collegio uninominale Piemonte - 02 (Moncalieri), sostenuta dal centro-destra (in quota Lega), superando il candidato del M5S Marco Scibona (31,67%) e quello del centrosinistra Enrico Buemi (23,24%).
Nell'agosto 2020 emerge che ha incassato il bonus di 1500 euro della Regione Piemonte destinato alle aziende chiuse durante il lockdown dovuto al COVID-19. È stata per questo temporaneamente sospesa dal partito.
Alle elezioni politiche del 2022 è candidata al Senato dalla coalizione di centrodestra nel collegio uninominale Piemonte - 01 (Torino: Circoscrizione 2 - Santa Rita - Mirafiori Nord - Mirafiori Sud), dove ha ottenuto il 33,48% ed è stata sconfitta dal candidato di centrosinistra Andrea Giorgis (37,97%), nonché, nelle liste della Lega, nei due collegi plurinominali del Piemonte, non risultando comunque rieletta.